# Tommaso Carletti
Tommaso Carletti (Viterbo, 16 aprile 1860 – Viterbo, 16 maggio 1919) è stato un diplomatico e politico italiano.

## Biografia
Tommaso Carletti nacque a Viterbo il 16 aprile 1860 e studiò legge laureandosi a Roma. Iniziò la propria carriera diplomatica nel 1885 come vice console italiano in Tunisia.
Dal 1907 al 1908 fu Commissario civile della colonia italiana del Benadir, divenendo in seguito governatore quando venne istituita ufficialmente la colonia della Somalia italiana, reggendo tale incarico dal 1908 al luglio del 1910 quando venne sostituito da Giacomo De Martino. Nel luglio del 1908 Carletti, come governatore, diede il via ad una campagna di conquista dell'entroterra della Somalia, dal momento che all'epoca il governo italiano si limitava unicamente alle aree costiere attorno a Mogadiscio e ad altre città portuali. Supportò un modello di colonialismo che proponesse un approccio moderato alle popolazioni somale locali e per questo si scontrò col comandante militare Antonino Di Giorgio che aveva condotto una sanguinosa campagna militare nella regione dello Scebeli, ritenendo che ogni focolaio di ribellione andasse represso con la forza. Carletti inoltre era un sostenitore dell'Ordinamento Mercatelli, il quale affermava la preminenza del governatore coloniale sul comandante delle truppe in loco, mentre Di Giorgio era fermamente convinto dei diritti dei militari impegnati in colonia. Di fronte ai sempre crescenti contrasti, il governatore giunse a vietare a Di Giorgio la prosecuzione della campagna militare, impedendo così a quest'ultimo di annettere per intero il bacino dello Scebeli. Di Giorgio, anche da direttive pervenutegli dalla patria, dovette accettare gli ordini di Carletti ma di essere destinato nuovamente all'Italia vista l'incompatibilità col governatore locale. Questi contrasti ebbero notevole risonanza anche in Italia ed a questi si aggiunsero le ragioni politiche, in particolare quelle della corrente giolittiana perseguita da Carletti. Quando lo stato maggiore e gli alti comandi dell'esercito si espressero favorevolmente al Di Giorgio sulla stampa nazionale, il Ministero degli Esteri lodò invece la condotta del governatore della colonia perché aveva tenuto un atteggiamento in linea con le direttive per un colonialismo aperto. I contrasti si risolsero con la rimozione poi del Carletti, sia per il raggiungimento dell'età pensionabile, sia perché le ribellioni locali si erano fatte più pressanti e la politica adottata dal maggiore Di Giorgio iniziò ad essere invocata da più parti come la migliore del caso.
Nel 1909 Carletti introdusse la rupia somala come monetazione in uso nella colonia, la quale venne utilizzata poi sino al 1925. La rupia somala era divisa in centesimi chiamati bese.
Carletti morì il 16 maggio 1919 a Viterbo e venne commemorato con un funerale di stato.

## Opere
- T. Carletti, I problemi del Benadir, Tipografia Agnesotti, 1912